# Urbanización en Bolivia

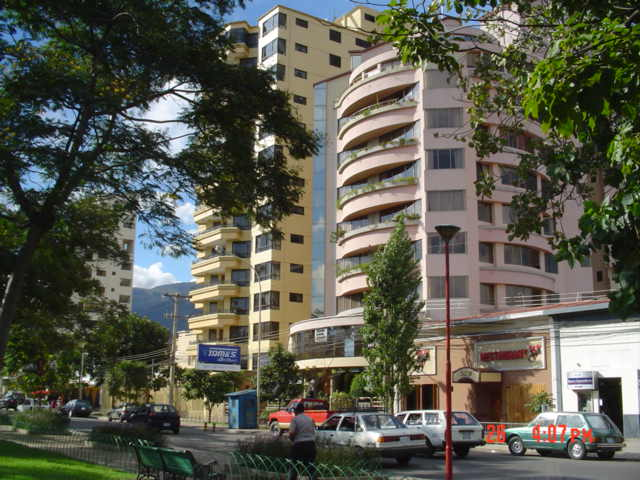
El Prado en la Ciudad de Cochabamba.

Bolivia en la actualidad esta en un grado medio de urbanización ya que aproximadamente el 75% de sus habitantes vive en ciudades o zonas urbanizadas.
Las zonas más urbanizadas se encuentran en los departamentos de La Paz, Santa Cruz y Cochabamba, con casi un 85% de sus habitantes viviendo en ciudades o urbanizaciones.
Los procesos de cambio demográfico que se han dado en Bolivia han experimentado grandes cambios a lo largo del tiempo y el espacio.
La población que habitaba el territorio boliviano hacia 1900, apenas llegaba al millón y medio de habitantes, llegó a 3 millones en 1950; luego alcanzó 4,6 millones en 1976, y en la actualidad el país cuenta con alrededor de los 10,5 millones de habitantes aproximadamente. Se estima que para el año 2015 habrá superado los 11,8 millones de habitantes. La tasa de crecimiento ha decrecido en los últimos años de un nivel de 2.2 por ciento entre 1950-1976 al 1.7 por ciento estimados entre los años 2001-2015. Dicha reducción se habría debido sobre todo al efecto combinado del descenso de la fecundidad de 6.5 hijos por mujer alrededor de 1975, ha sufrido una fuerte reducción en los últimos años a 3.8 hijos por mujer alrededor del año 2005, y la reducción de la mortalidad, sobre todo infantil, se obtuvo logros importantes en la esperanza de vida al nacer de la población, se han ganado alrededor de 5 años entre 1992 al 2005 que llegó a 64.5 años de promedio nacional. También tuvo un impacto importante las migraciones internas que han generado un acelerado proceso de redistribución espacial de la población.
En términos absolutos las zonas urbanas, en lo que va del presente siglo han incrementado su importancia demográfica en las de 17 veces, en cambio las zonas rurales apenas si se duplicaron. Se espera que a principios de siglo, no solo que la tendencia de crecimiento de las zonas urbanas continuarán sino que se profundizara. El año 2010 se estima que la población boliviana habrá llegado a los 10,8 millones de habitantes de los cuales 7 millones vivirán en las zonas urbanas y solo alrededor de una tercera parte de los bolivianos vivirán en las zonas rurales. 
Uno de los factores gravitacionales en el patrón de la desigualdad vigente a principios de siglo en Bolivia, se explica por las profundas brechas económicas, sociales, políticas, ambientales, espaciales y culturales existentes. El acceso a oportunidades de contar con una educación de calidad y orientada al mundo del trabajo es solo accesible a un grupo reducido de bolivianos. Lo que existe en el país es un amplio plano de privaciones, insatisfacciones y carencias que han contribuido en la ampliación de las brechas existentes y han generado la exclusión de la cerca de la mitad de los pobladores bolivianos, es decir, se hallan en este grupo los pobladores rurales y las mujeres.
La evolución demográfica agregada de los contextos urbanos y rurales de Bolivia entre los años 1992 y 2005 ofrece perfiles de interés.
La mayor jerarquía urbana se ha producido en solo tres ciudades principales: La Paz, Cochabamba y Santa Cruz, dichas ciudades acogen a dos terceras partes de los habitantes urbanos de Bolivia, a cada cuatro de cada cinco económicamente activos. El tamaño demográfico en cada ciudad es superior a las 500.000 mil personas. Todas ellas crecen a un ritmo demográfico del orden del 5 por ciento anual y en solo 15 años, han superado su duplicación. En dichas ciudades también se produjeron las mayores densidades netas de la población y de la oferta de bienes y servicios.
Un aspecto a resaltar, es que en los centros urbanos secundarios, han tenido un notable crecimiento poblacional, particularmente fuerte en los Valles y en los Llanos. En esta región se encuentran 16 ciudades intermedias y albergan al 30 por ciento de los habitantes de Bolivia. En solo 15 años, estos centros han triplicado el número de habitantes. Entre los factores que ayudan a entender su dinamismo están en el hecho de que en su interior se encuentra representadas ciudades de gran dinamismo, se debe resaltar el peso que tienen Quillacollo y Sacaba ciudades próximas a la ciudad de Cochabamba, así como Warnes y La Guardia sobre Santa Cruz, las que han crecido a un ritmo superior al 8 por ciento anual en los últimos años otras ciudades de gran dinamismo son Yacuiba, Tarija, Riberalta y Guayaramerín.